# Volta a Llombardia 1920
La Volta a Llombardia 1920 fou la 16a edició de la Volta a Llombardia. Aquesta cursa ciclista organitzada per La Gazzetta dello Sport es va disputar el 9 de novembre de 1920 amb sortida a Milà i arribada a Monza després d'un recorregut de 242 km.
La competició fou guanyada per tercera vegada pel francès Henri Pélissier (Bianchi-Pirelli). El seu anterior triomf fou set anys abans, en l'edició de 1913. Darrere de Pélissier quedaren dos italians: Giovanni Brunero (Legnano-Pirelli) i Gaetano Belloni (Bianchi-Pirelli).

## Classificació general
|    | Ciclista         | Equip           | Temps      |
| -- | ---------------- | --------------- | ---------- |
| 1  | Henri Pélissier  | Bianchi-Pirelli | 8h 23' 00" |
| 2  | Giovanni Brunero | Legnano-Pirelli | + 1' 20"   |
| 3  | Gaetano Belloni  | Bianchi-Pirelli | m. t.      |
| 4  | Giuseppe Azzini  | Bianchi-Pirelli | + 11' 25"  |
| 5  | Louis Luquet     | Individual      | + 12' 18"  |
| 6  | Alfredo Sivocci  | Legnano-Pirelli | + 17' 30"  |
| 7  | Federico Gay     | Bianchi-Pirelli | m. t.      |
| 8  | Lauro Bordin     | Bianchi-Pirelli | m. t.      |
| 9  | Ugo Agostoni     | Bianchi-Pirelli | + 19' 10"  |
| 10 | Carlo Galetti    | Legnano-Pirelli | + 23' 15"  |